# 물금중학교
물금중학교(勿禁中學校)는 대한민국 경상남도 양산시 물금읍 가촌리에 있는 공립 중학교이다.

## 학교 연혁
- 2016년 12월 12일 : 건축 착공(가칭 가촌중학교)
- 2018년 1월 15일 : 준공검사 완료
- 2018년 3월 1일 : 물금중학교 교명으로 개교, 13(1)학급
- 2018년 3월 1일 : 초대 이구지 교장 부임
- 2018년 3월 2일 : 제1회 입학식, 13(1)학급 387명 입학
- 2022년 3월 1일 : 제3대 김택수 교장 부임
- 2023년 2월 10일 : 제3회 졸업식(졸업생 381명, 총 1,164명)
- 2023년 3월 2일 : 제6회 입학식, 13(1)학급 378명 입학

## 참고 자료
- 물금중학교 - 한국교육학술정보원 학교알리미